# MACLIFE
『MACLIFE』（マックライフ）は、エクシードプレスが発行、ビー・エヌ・エヌが発売していたパソコン雑誌である。誌名の通りMacintosh専門誌。

## 概要
1987年に創刊。創刊号は1987年8月号。当初は季刊誌であったが後に月刊となった。日本のMacintosh専門誌としては古参であり、多くの専門誌が廃刊する中貴重な存在であったが、2002年1月10日に発行元のエクシードプレスが手形不渡りにより業務停止し休刊。同年6月にビー・エヌ・エヌはイーフロンティアや河出書房新社が出資して設立されたビー・エヌ・エヌ新社に事業譲渡されたが、MACLIFEなど雑誌類は引き継がれず廃刊となった。最終号は2001年12月18日発行の2002年1月号である。
2010年8月に晋遊舎より発売されたムック『All About Apple』にて、同年秋に同社より復刊されると発表された。しかし2016年6月現在では、定期刊行雑誌としての復刊は実現していない。

## 関連出版物
- The History of Jobs & Apple 1976〜20XX スティーブ・ジョブズとアップル奇蹟の軌跡
  - 晋遊舎より、「MACLIFE特別編集」として出版されたムック。2011年8月発売。ISBN 9784863913141

## 姉妹誌
- design plex